# Lane County (Oregon)
Lane County ist ein County im Bundesstaat Oregon der Vereinigten Staaten. Das U.S. Census Bureau hat bei der Volkszählung 2020 eine Einwohnerzahl von 382.971 ermittelt. Der Verwaltungssitz (County Seat) ist Eugene.

## Geographie
Das County hat eine Fläche von 12.229 Quadratkilometern; davon sind 435 Quadratkilometer (3,6 Prozent) Wasserfläche. Es wird vom Office of Management and Budget zu statistischen Zwecken als Eugene–Springfield, OR Metropolitan Statistical Area geführt.

## Geschichte
Das County wurde am 28. Januar 1851 gegründet und nach dem Politiker Joseph Lane benannt.
Im County liegt eine National Historic Landmark, die Deady and Villard Halls, University of Oregon. 134 Bauwerke und Stätten des Countys sind im National Register of Historic Places (NRHP) eingetragen (Stand 14. Juli 2018).

## Demografische Daten

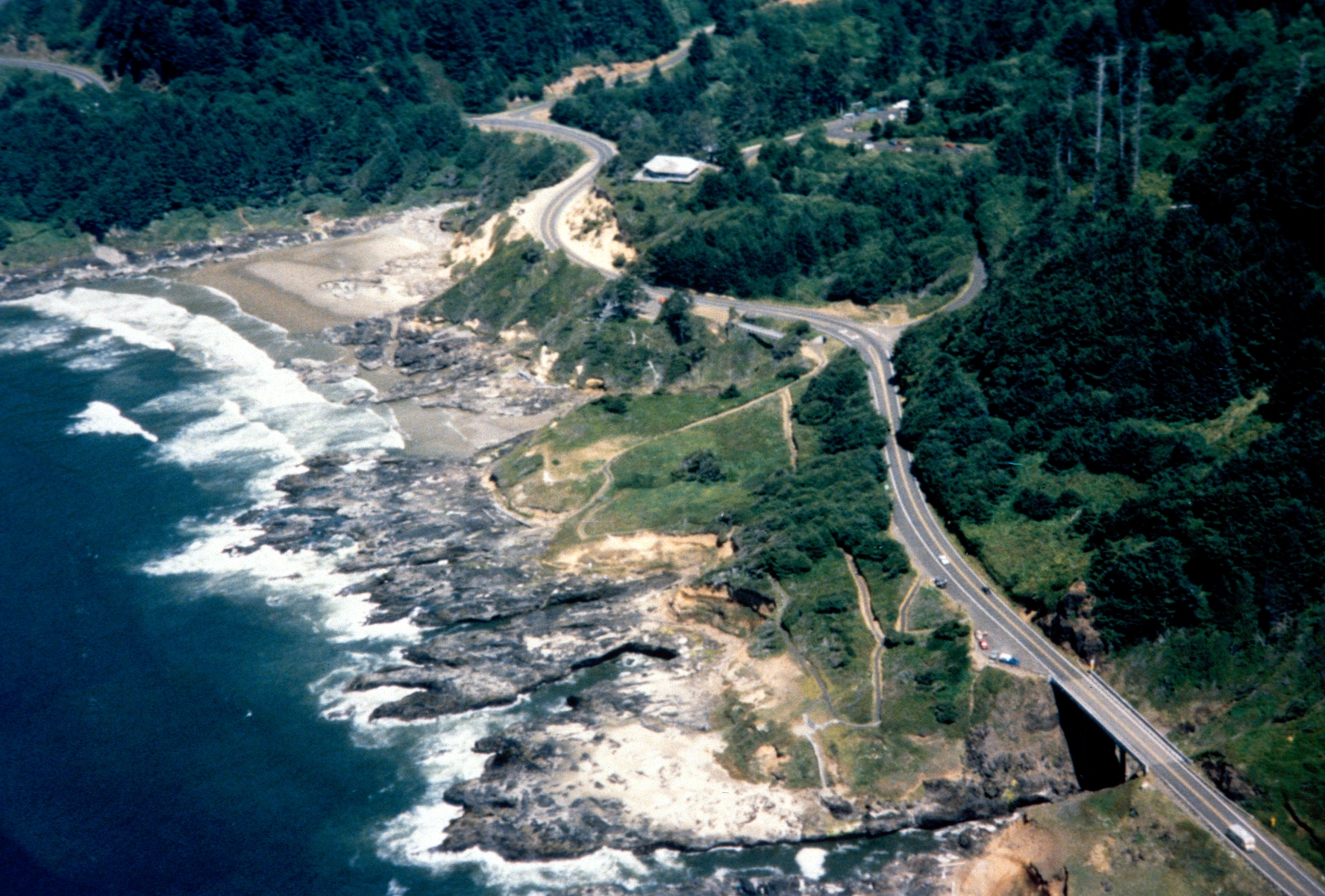
Cape Perpetua Visitor Center an der Küste von Lane County

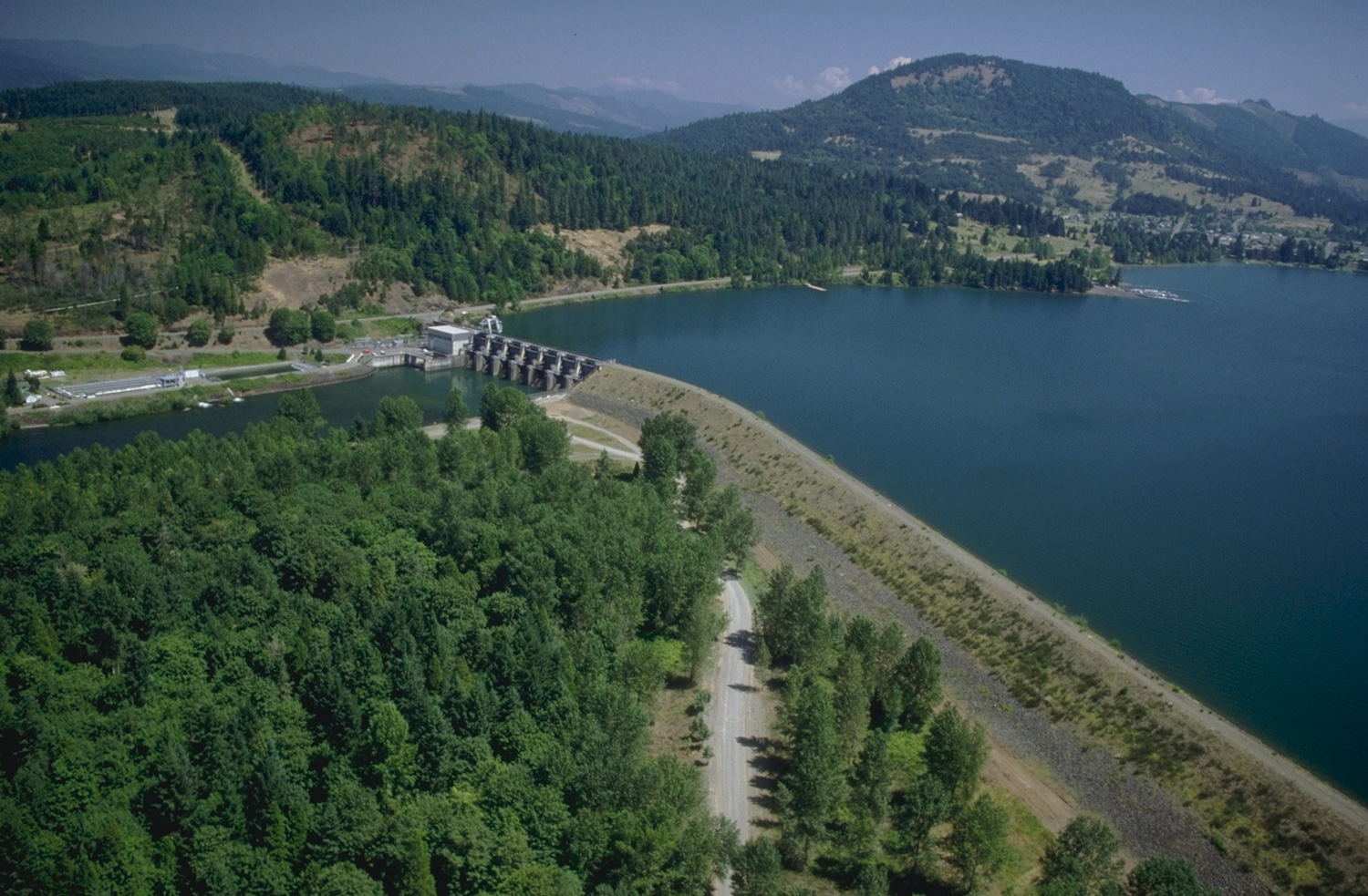
Der Dexter Lake mit dem Dexter Lake Dam

Nach der Volkszählung im Jahr 2000 lebten im County 322.959 Menschen. Es gab 130.453 Haushalte und 82.185 Familien. Die Bevölkerungsdichte betrug 27 Einwohner pro Quadratkilometer. Ethnisch betrachtet setzte sich die Bevölkerung zusammen aus 90,64 % Weißen, 0,78 % Afroamerikanern, 1,13 % amerikanischen Ureinwohnern, 2,00 % Asiaten, 0,19 % Bewohnern aus dem pazifischen Inselraum und 1,95 % Prozent aus anderen ethnischen Gruppen; 3,32 % stammten von zwei oder mehr ethnischen Gruppen ab. 4,61 % der Bevölkerung waren spanischer oder lateinamerikanischer Abstammung.
Von den 130.453 Haushalten hatten 28,50 % Kinder und Jugendliche unter 18 Jahre, die bei ihnen lebten. 48,90 % waren verheiratete, zusammenlebende Paare, 10,00 % waren allein erziehende Mütter. 37,00 % waren keine Familien. 26,60 % waren Singlehaushalte und in 9,10 % lebten Menschen im Alter von 65 Jahren oder darüber. Die Durchschnittshaushaltsgröße betrug 2,42 und die durchschnittliche Familiengröße lag bei 2,92 Personen.
Auf das gesamte County bezogen setzte sich die Bevölkerung zusammen aus 22,90 % Einwohnern unter 18 Jahren, 12,00 % zwischen 18 und 24 Jahren, 27,50 % zwischen 25 und 44 Jahren, 24,40 % zwischen 45 und 64 Jahren und 13,30 % waren 65 Jahre alt oder darüber. Das Durchschnittsalter betrug 37 Jahre. Auf 100 weibliche Personen kamen 96,90 männliche Personen, auf 100 Frauen im Alter ab 18 Jahren kamen statistisch 94,70 Männer.
Das jährliche Durchschnittseinkommen eines Haushalts betrug 36.942 USD, das Durchschnittseinkommen der Familien betrug 45.111 USD. Männer hatten ein Durchschnittseinkommen von 34.358 USD, Frauen 25.103 USD. Das Prokopfeinkommen betrug 19.681 USD. 14,40 % der Bevölkerung und 9,00 % der Familien lebten unterhalb der Armutsgrenze. 16,10 % davon waren unter 18 Jahre und 7,50 % waren 65 Jahre oder älter.